# اوتوبویرن
اوتوبویرن (به آلمانی: Ottobeuren) یک شهر در آلمان است که در اونترالگوی واقع شده‌است. اوتوبویرن ۸٬۰۱۳ نفر جمعیت دارد.

## خواهرخوانده
شهرهای نورچا و سن-دونا خواهرخوانده‌های اوتوبویرن هستند.